# سحر فرعوني
السحر الفرعوني هو علم استطاع السحرة الفراعنة من خلاله معرفة علوم ما بعد الطبيعة أو الميتافيزيقا إضافة إلى التحكم في القوى غير الملموسة وفي الجمادات والأحياء، وهذا السحر هو أحد فنون الفراعنة والحضارة المصرية القديمة وهذا الكلام بناءاً على ما قاله عالم الآثار زاهي حواس، كما أن المصريين قد عرفوا السحر منذ قديم الأزل، فلقد جاء بالقرآن الكريم: "وَقَالَ فِرْعَوْنُ ائْتُونِي بِكُلِّ سَاحِرٍ عَلِيمٍ"، وهذه الآية توضح أن السحر كان علمًا قديمًا، وكان السحرة علماء لدى مصر القديمة.

## لعنة الفراعنة
يتجه البعض إلى قول أن لعنة الفراعنة هي نوع آخر من السحر وهو أشد تأثيراً من السحر الأسود وهو اعتقاد بأن أي شخص يزعج مومياء لشخص مصري قديم،

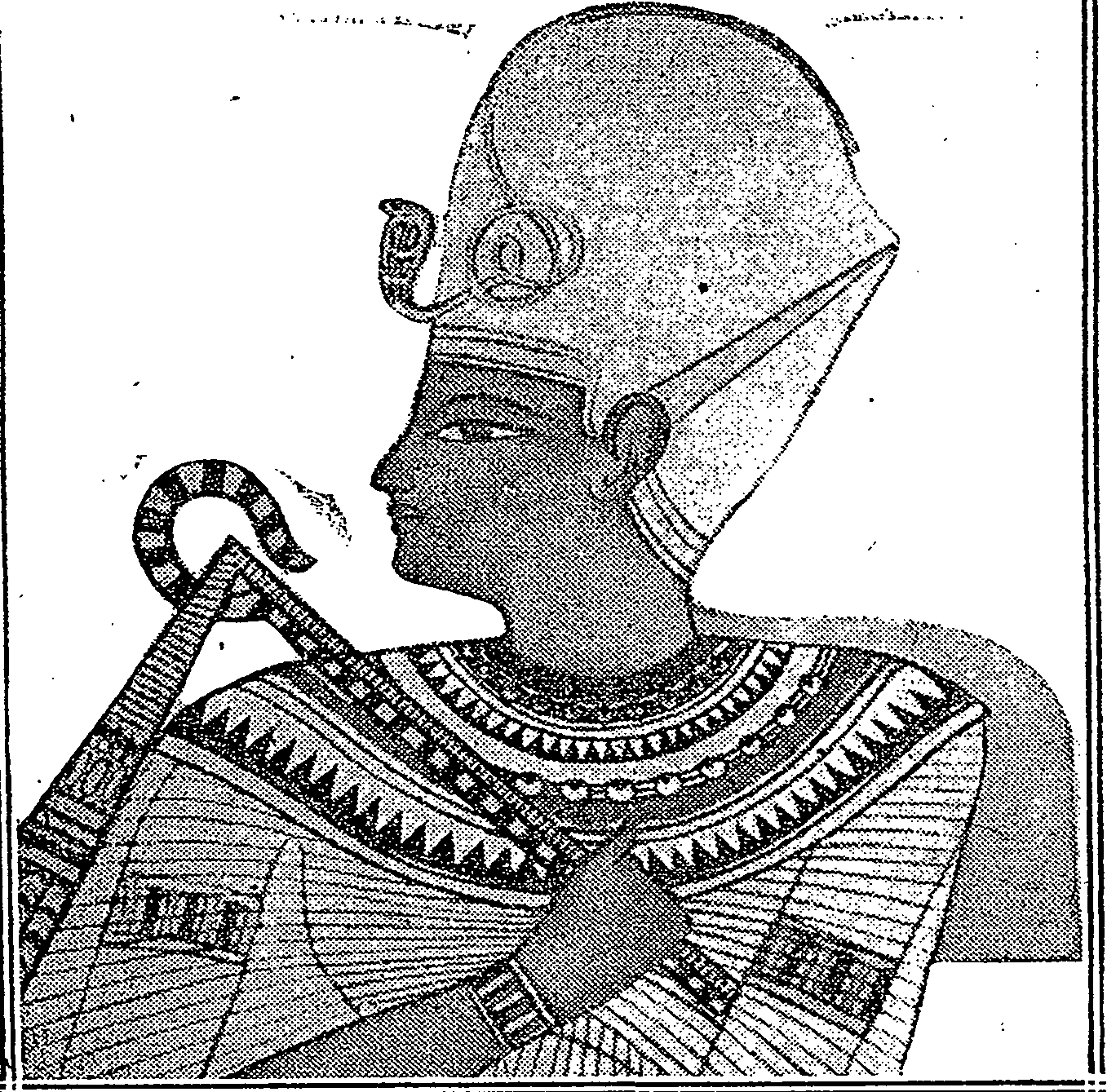
الملك توت عنخ آمون

خصوصًا لو كان فرعون فعليه لعنة، وكثر الحديث عنها في أعقاب اكتشاف اللورد (كانا رافون) وزميله (هوارد كارتر) لمقبرة توت عنخ آمون، واللذان كانا
ضحية لتلك اللعنة، فالأول توفي قبل انتهاء كشف المقبرة بعد ما حلت عليه النكبات من خسائر مالية ومتاعب جمة مما عجل بوفاته قبل تحقيق أمله، أما الآخر
فقد كان يعتز بعصفور نادر يحتفظ به داخل قفص بمكتبه قرب المقبرة عندما هاجمته أفعى كبيرة من نوع الكوبرا فقضت عليه، ثم تربصت لكارتر لتنهي حياته
ولكنه عاد إلى القاهرة ليذيع نبأ الإكتشاف وكلف أتباعه بنقل حاجياته، وهكذا فقد نجا من الموت بأعجوبة.

## طقوس السحر
كان السحرة يقومون بصنع دمية لشخص يريدون إيذائه ويقومون بوخزها بالإبر أو حرقها، وحيثما يكون وخز الإبرة في الدمية يشعر المسحور بوخز في ذلك المكان
لديه حقيقةً، كما كانوا يستعملون التعاويذ والأحجبة والطلاسم إضافة إلى مواد غريبة كشعر التيس ومخلفات فرس البحر والتماسيح وكان يتم النظر إلى المرض الناتج
منه على أنه من فعل روح شريرة دخلت جسم الإنسان. وكان هذا السحر يتم على يد كهنة أُطلق عليهم اسم الكهنة المرتلين أو "غريو حب" باللغة الهيروغليفية،
وهم الذين كانوا يرتلون التعاويذ والنصوص الدينية. كما كان الكثير من الملوك المصريين لديهم معرفة بالسحر فقاموا بإلقاء تعاويذ على قبورهم حتى لا يسرقها أحد
بعد وفاتهم.
أكد الخبير الأثري د. سليم رشدان تواصل السحرة مع العالم الخفي وهو عالم الجن. وكان السحرة في مصر القديمة يشربون الكود السحري الذي يتم كتابته على ورق

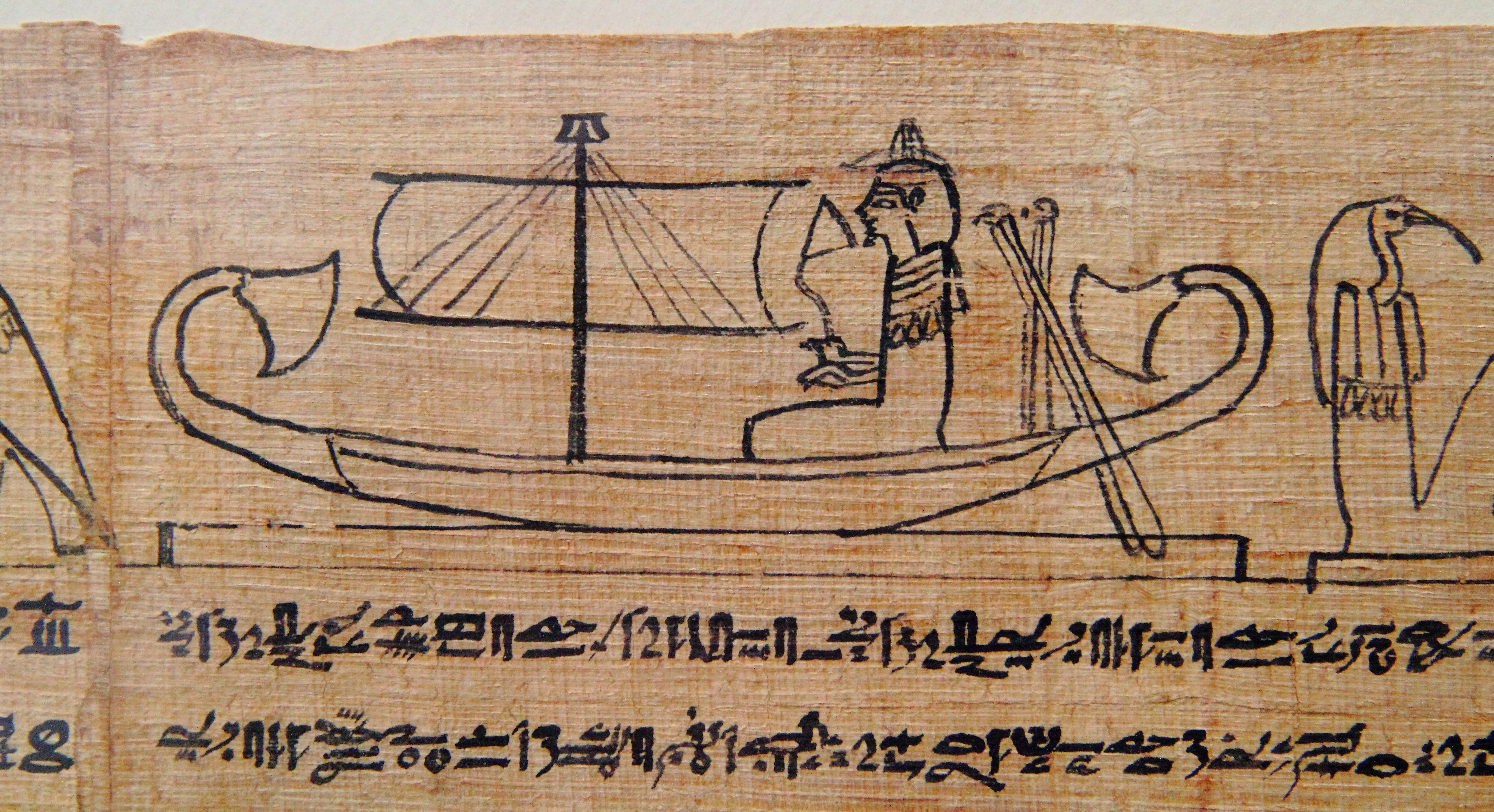

البردى بعد ذوبانه تماماً.

## ماذا قد يفعل هذا النوع من السحر
ذكر عالم الآثار زاهي حواس قصص في خضم هذا الموضوع ومنها كيف تحول تمساح مصنوع من مادة الشمع إلى تمساح حقيقي بعد إلقاء تعويذة عليه من قبل
ساحر، وكيف قام ساحرٌ آخر بقطع رقبة إوزة فطارت رقبتها في السماء ثم أعادها مرة أخرى. كما أقام أحد الفنانين مقبرة كبيرة له ولزوجته كتب عليها تعويذه
لحماية جسده ولحمايه جسدها من السرقة، إضافة إلى أن هذا النوع من السحر يُدخل المسحور في حالة من التوتر والقلق وسماع أصوات تناديه وتأمره بالقيام
بأمور بشعة كالقتل كما يشعر بمجاورة أحد له أو بوقوفه فوق رأسه أثناء نومه.

## بعض التعاويذ وغرضها
| التعويذة            | غرضها                                    |
| ------------------- | ---------------------------------------- |
| القرون              | الألوهية                                 |
| شين                 | توضع على جسد الميت لتعطيه الحياة الأبدية |
| زهرة اللوتس (البعث) | لإعادة ولادة الميت بعد وفاته             |

هذه بعض التعاويذ التي تعد من تراث مصر القديمة والتي قد صنعوها من الأقمشة والجلود والأخشاب.

## أسماء أشهر الساحرات في مصر القديمة
1. ميليت
2. أنهاري
3. حنت تاوي
4. روي

وبالرغم من كونهن أميرات إلا أنهن لم يحظين بمثل شهرة الملكات الأخريات

## بعض الآلهة المصريين الذين عملوا في السحر
- إيزيس
- نفتيس
- سرقت
- نيت
- حقات

أرباب من ذكور وإناث إختصوا بالسحر وعمله.